# Butizide
Butizide (hay thiabutazide) là một thuốc lợi tiểu nhóm thiazide.

## Sử dụng trong y tế
Butizide được sử dụng kết hợp với spironolactone lợi tiểu giữ kali để điều trị phù nề hàng hai do suy tim và cho các trường hợp khó điều trị tăng huyết áp.

## Tương tác
Tác dụng hạ huyết áp của butizide có thể tăng lên khi dùng thuốc hạ huyết áp (đặc biệt là thuốc ức chế men chuyển), barbiturat, thuốc chống trầm cảm ba vòng và ethanol. Combinatino với thuốc chẹn beta có thể làm tăng mức đường huyết; và ngược lại, butizide có thể làm giảm tác dụng của thuốc trị đái tháo đường. Vì butizide làm giảm nồng độ kali và magiê trong máu, nó có thể làm tăng tác dụng của glycoside tim. Nó cũng có thể làm tăng độc tính của lithium.
Thuốc chống viêm không steroid có thể làm giảm tác dụng lợi tiểu của butizide.

## Dược lý

### Dược động học
Butizide nhanh chóng được hấp thụ từ ruột với sinh khả dụng là 85%. Nó đạt nồng độ trong huyết tương cao nhất sau 2,5 giờ. Liên kết với protein huyết tương là 60 đến 80%. Trong khi chất được chuyển hóa ở gan, 30% được bài tiết dưới dạng không đổi so với nước tiểu. Thời gian bán hủy là khoảng 4 giờ.

### Tổng hợp

Tổng hợp Thiabutazide